# Johanna Schouten-Elsenhout
Johanna Isidoro Eugenia Schouten-Elsenhout é uma poetisa surinamesa. Nasceu em Paramaribo, no dia 11 de julho de 1910 e morreu na mesma cidade onde nasceu, em 23 de julho de 1992. Escreveu poemas referentes à cultura crioula e o modo de vida das pessoas.